# 藤田憲右
藤田 憲右（ふじた けんすけ、1975年12月30日 - ）は、日本のお笑い芸人。お笑いコンビ・トータルテンボスのツッコミ担当。静岡県御殿場市出身。吉本興業所属。身長180 cm、体重73 kg。血液型はA型。

## 略歴
小学1年時は静岡県静岡市（政令指定都市移行前で現・静岡市葵区）の竜南小学校に通ったが、2〜5年は愛知県名古屋市緑区の旭出小学校へ通学。6年時に御殿場市の御殿場南小学校に再度転校、ここで後の相方となる大村朋宏に出会う。以後、御殿場市の南中学校、県立小山高校と進み、一浪を経て中央学院大学商学部入学。
御殿場南小学校から南中学校にかけての同級生だった大村が、ロンドンブーツ1号2号の冠バラエティ番組『あなあきロンドンブーツ』（テレビ朝日）を観て芸人を志し、誘われたのを機に1997年（平成9年）4月を以てコンビ結成。2006年4月、大村と同時に結婚を発表した。

## 人物
『ハンパねえ!』が口癖で、アフロヘアーが特徴。ネタでは大村にこのアフロをネタにされるか、もしくはぞんざいに扱われている。また口髭を生やしている。その特徴的な髪型であるが故に様々な有名人や物体（具志堅用高、パパイヤ鈴木、ブロッコリー、サイ・ババなど）としてイジられることも度々あるが、中でも同じくアフロをトレードマークとしていた常田真太郎（スキマスイッチ）とは比べられる機会も多く、プライベートで間違えられる（藤田自身、バラエティ番組で常田のモノマネを何度かやったことがある）という事態も起きている。2014年3月30日放送のインターネット生配信番組『めちゃ2ユルんでるッ!』にて、長年トレードマークとしていたアフロを丸刈りにした。その後はオールバックにしていたが、2017年2月1日放送の『もし相方がいなくなったら～タカオアトシ～』（AbemaTV）にて「（アフロをやめて）誰にも気づかれなくなった」という理由で、再び髪型をアフロへと戻した旨を告白した。2024年5月、毛根の劣化を理由としてアフロを取り止め、ロングヘアーにした。
相方・大村曰く、喜怒哀楽が分かりやすく直情的で人間味溢れる性格である。
高校時代は野球部のエースだった。3年時には、夏の甲子園・地方予選大会で2試合連続1安打完封勝利を記録している。高校野球の時期になると、各都道府県の地区予選から小まめなチェックを欠かさない。将来は地元・静岡の高校で野球部の監督を務めるのが夢。好きなプロ野球チームは千葉ロッテマリーンズで、黒木知宏に憧れていた。かつてロッテに所属していた小野晋吾とは同じ県内の同級生で、対戦経験もある。これらの縁もあり、元ロッテ二軍監督の古賀英彦が監督を務める社会人野球チーム「東京メッツ」に所属し、部長を務めている。なお、東京メッツには藤田以外の芸人に岩橋良昌（元プラスマイナス）も在籍している。
大学受験の頃、高みを目指し浪人を決意するも結局1年間また遊んだことで、現役時代に普通合格していた大学に補欠合格という結果になってしまった。
事務所の先輩である哲夫（笑い飯）から非常によくしてもらっている。若手時代に消費者金融で借金をしていた際、残金を哲夫に一括で返済してもらった過去がある。この経験から彼には大きな恩義を感じており、頭が上がらないと語っている。
大村がいたずらとして2005年のR-1ぐらんぷりに、藤田を「カーニバル藤田」名義で勝手にエントリーしたため無理やり出場させられる羽目になったが、準決勝進出という成績を残す（準決勝は別の仕事により棄権）。しかし演じていたネタは、とっくに引退したNSCでの同期のネタをパクったものだった。
2006年4月に大村と同時に結婚を発表し、11月3日に第1子（女児）が、2010年10月19日に第2子（男児）が誕生。第1子は大村とほぼ同時期に誕生した。
野球チーム「アフロモンキーズ」の選手で、ホームページを自作した。趣味はサーフィン・ゴルフである。『ウンナン極限ネタバトル! ザ・イロモネア 笑わせたら100万円』（TBSテレビ）のコーナー・グルモネアでは、スタジオ全体での笑いこそ起きないものの審査員は笑ったため100万円を獲得したことでサイレントギャガーと呼ばれる。またイロモネアでは前述のグルモネアと、コンビで出場した10モネアとで二度も企画初回に100万円を獲得している。
2008年12月8日のブログで、M-1グランプリ2008の決勝進出が叶わなかったパンクブーブーについて触れ、「今年（2008年）の敗者復活でも来年（2009年）でもいい、もし彼らが決勝の舞台に立てば、初出場で優勝という結果が待っているだろうと思います」とコメント。その1年後のM-1グランプリ2009、パンクブーブーは初出場にして王者に輝いた。
2011年9月18日放送の『スクール革命!』（日本テレビ）「ホントにあった!ピンチの対処法」ドッキリ企画で、過去の読売新聞掲載記事「間違えられて講演会に呼ばれた」状況を再現し、同姓女優のダイエット本がテーマの講演会に間違って藤田が呼ばれるというドッキリを仕掛けられた。藤田は間違いに慌てる仕掛人主催者にもフォローの言葉を掛け、客が集まっており時間もないため急遽代役で講演してほしいという依頼にも即座に応じた。
過去には大村同様Twitterをやっていたが、一般ユーザーとの激しい言い争いに辟易し2012年10月からTwitterはきっぱりやめている。所謂「変な人」から頻繁に絡まれる被害へ遭っており、エピソードを度々ラジオ番組などで語っている。その1つとして若手時代に街で新成人6人組から袋叩きにされ、頬や鼻と指の骨を折るといった大怪我を負った経験がある。ちなみにこの一件による傷跡と、直前に罹患した水疱瘡の跡が相まってかなり顔付きが変わってしまった。他にも酔っ払いに駅で肩をぶつけられた上に絡まれて警察沙汰になったこともあるが、その際には殴り返さなかったことを警官に褒められている。
大食いが得意で、トータルテンボスのYouTubeチャンネルの他にテレビ番組（『有吉ゼミ』（日本テレビ）ほか）でも披露している。
元プロ野球選手の愛甲猛とも交流がある。

## 出演

### テレビ
バラエティ
- いきなり!黄金伝説。（テレビ朝日）
- 虎の門（テレビ朝日）
- これからはパ・リーグだ!（TOKYO MX、千葉ロッテマリーンズ応援芸人として出演）

ドラマ
- 危険なアネキ（第8話）（フジテレビ）- 病人 役
- 電車男DELUXE 最後の聖戦（フジテレビ）- バイト先の上司 役
- スリル!〜黒の章〜（NHK総合、2017年3月12日） - 草野俊介 役

### インターネットテレビ
- ちゃぶ台アフロ（YouTube 任天堂公式チャンネル、2018年3月6日 - 3月20日・10月8日 - ）
- HITOSHI MATSUMOTO presents ドキュメンタル    (2020年、Amazonプライム・ビデオ)ｰシーズン8出演

### Vシネマ
- 發(あお)の竜〜逆転の闘牌〜第二章（2017年）

## 著書
- ハンパねぇ! 高校野球（2016年7月1日、小学館よしもと新書）[18] ISBN 978-4098235032